# Leptoderma macrops
Leptoderma macrops är en fiskart som beskrevs av Vaillant, 1886. Leptoderma macrops ingår i släktet Leptoderma och familjen Alepocephalidae. Inga underarter finns listade i Catalogue of Life.